# José de Araújo Correia
José Dias de Araújo Correia (Fratel (Castelo Branco), 11 de janeiro de 1894 — Castelo Branco, 25 de junho de 1978) foi um engenheiro de minas que se dedicou aos estudos económicos e à política. Entre outras funções de relevo, foi administrador da Caixa Geral de Depósitos Crédito e Previdência e Ministro do Comércio e Comunicações do 4.º governo da ditadura militar, presidido por Vicente de Freitas, e deputado à Assembleia Nacional durante todo o período do Estado Novo (da I à XI legislatura). Destacou-se no terreno das ideias económicas como um dos criadores da ideologia do desenvolvimentismo português.

## Biografia
Licenciado em Engenharia de Minas pelo Imperial College of Science and Technology de Londres, depois de ter estudado em Liège. Apesar de se ter formado em engenharia de minas, Araújo Correia dedicou-se essencialmente à economia. Iniciou-se na atividade política como Ministro do Comércio e Comunicações do 4.º governo da ditadura militar, presidido por Vicente de Freitas, cargo que exerceu entre 11 de junho e 10 de novembro de 1928. Foi ainda interinamente, e de forma efémera, Ministro da Agricultura daquele Governo entre 16 e 18 de julho de 1928.
A partir de então dedicou-se exclusivamente a questões económicas e financeiras, como administrador da Caixa Geral de Depósitos Crédito e Previdência e enquanto membro da Assembleia Nacional do Estado Novo, na qual foi, durante todo o período em que aquela assembleia existiu (de 1935 a 1974) membro das comissões parlamentares de Economia, Finanças e Contas Públicas, exercendo em algumas legislaturas as funções de secretário ou de presidente daquelas comissões. Em consequência especializou-se no campo das ciências económicas, produzindo múltiplos relatórios e várias obras publicadas.
Ideologicamento próximo dos movimentos antidemocráticos que varreram a Europa nas primeiras décadas do século XX, especialmente do fascismo italiano, e por isso grande defensor do regime do Estado Novo, estruturou um pensamento económico que procurava conciliar o corporativismo e o capitalismo de Estado com a tradição desenvolvimentista que tem emergido em diversas épocas da história do capitalismo português, particularmente quando houve consciência do seu atraso. Nesse contexto, e embora fosse deputado à Assembleia Nacional e por isso titular de um cargo de relativa importância no aparelho político do Estado Novo, e um dos que mais longamente ali serviram, já que foi continuamente membro daquela assembleia desde a I à XI legislatura, ou seja, desde a sua criação em 1935 à sua dissolução pelo golpe de 25 de Abril de 1974, nunca teve um papel relevante na operacionalização das políticas económicas do Estado Novo.
Estruturou uma concepção económica parcialmente contraditória com os pontos de vista dominantes, com um persistente combate ao mito do Portugal país pobre e essencialmente agrícola a que contrapunha a demonstração da existência de recursos naturais importantes. Procurou definir uma estratégia de crescimento económico mais rápido que teria na planificação estatal um instrumento privilegiado, assente no aproveitamento integrado das bacias hidrográficas dos rios Tejo e Douro como recomendação mais imediata. O sentido da sua obra é a de um criador de ideologia desenvolvimentista para o capitalismo monopolista de Estado, no que não foi no entanto seguido pela classe política dominante no Estado Novo.